# 埃爾登布韋爾洛 (亞利桑那州)
埃爾登布韋爾洛（英語：Elden Pueblo）是位於美國亞利桑那州可可尼諾縣的一個非建制地區。該地的面積和人口皆未知。

## 地理
埃爾登布韋爾洛的座標為35°14′33″N 111°34′05″W / 35.24250°N 111.56806°W，而該地的平均海拔高度為2116米（即6942英尺）。